# Бальбоа (Панама)
Бальбо́а — порт в Панамі, на Тихому океані, біля входу в Панамський канал.